# Floru
Floru – wieś w Rumunii, w okręgu Aluta, w gminie Icoana. W 2011 roku liczyła 524 mieszkańców.